# Liste der Kulturgüter in Silvaplana
Die Liste der Kulturgüter in Silvaplana enthält alle Objekte in der Gemeinde Silvaplana im Kanton Graubünden, die gemäss der Haager Konvention zum Schutz von Kulturgut bei bewaffneten Konflikten, dem Bundesgesetz vom 20. Juni 2014 über den Schutz der Kulturgüter bei bewaffneten Konflikten sowie der Verordnung vom 29. Oktober 2014 über den Schutz der Kulturgüter bei bewaffneten Konflikten unter Schutz stehen.
Objekte der Kategorie A sind im Gemeindegebiet nicht ausgewiesen, Objekte der Kategorie B sind vollständig in der Liste enthalten, Objekte der Kategorie C fehlen zurzeit (Stand: 13. Oktober 2021).

## Kulturgüter
| Foto |                                                                          | Objekt                                                                      | Kat. | Typ | Standort                                            | Beschreibung |
| ---- | ------------------------------------------------------------------------ | --------------------------------------------------------------------------- | ---- | --- | --------------------------------------------------- | ------------ |
| ja   | Datei hochladen · Wikidata zu Reformierte Kirche Silvaplana (Q1646929)   | Reformierte Kirche / Baselgia refurmeda KGS-Nr.: 3281                       | B    | G   | Via Chaunt Baselgia 3 781016 / 148070               |              |
| ja   | Datei hochladen · Wikidata zu Schloss Crap da Sass (Q19308628)           | Schloss Crap da Sass / Chastè Crap da Sass KGS-Nr.: 3282                    | B    | G   | Silvaplana-Surlej, Via del Chasté 1 781660 / 147980 |              |
| ja   | Datei hochladen · Wikidata zu Haus Lansel (mit Kornspeicher) (Q29785127) | Haus Lansel mit Getreidespeicher / Chesa Lansel (cun graner) KGS-Nr.: 10798 | B    | G   | Silvaplana-Surlej, Via Ruinas 16 782045 / 147975    |              |